# E. W. Hart & Company
E. W. Hart & Company war ein britischer Importeur und Hersteller von Automobilen.

## Unternehmensgeschichte
Ernest W. Hart gründete 1900 das Unternehmen in Luton und begann mit dem Import von Fahrzeugen von den Lohner-Werken. Zwischen 1900 und 1903 stellte er auch eigene Automobile her. Die Markennamen lauteten Hart und Lutonia. 1903 endete die Produktion. Hart vertrieb später Fahrzeuge von Austro-Daimler.

## Fahrzeuge

### Markenname Hart
Ein Modell war ein reines Elektroauto. Es hatte je einen Elektromotor mit 2,5 PS Leistung in den Radnaben, verfügte also über Vierradantrieb. Ein anderes Modell war ein Hybridelektroauto. Der Ottomotor leistete 40 PS.

### Markenname Lutonia
Bei diesem Modell sorgte ein einzelner, im Heck montierter Elektromotor mit 2 PS Leistung für den Antrieb. Bergmann aus Berlin lieferte den Motor. Die offene Karosserie bot Platz für zwei Personen.